# ラッキーゾーン

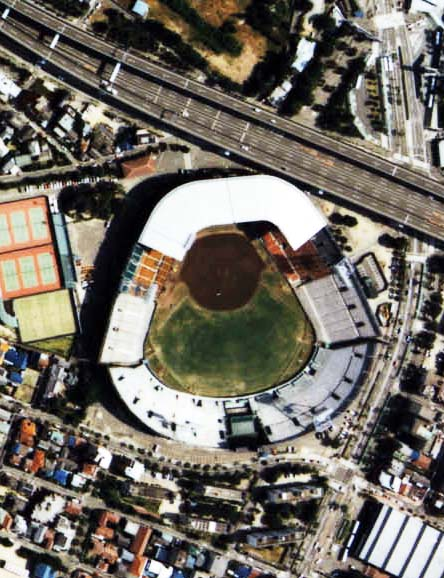
阪神甲子園球場（1985年に上空から撮影）。左中間、右中間にラッキーゾーンが設けられている部分が見える。

ラッキーゾーンは、野球場で本塁打を出やすくするために意図的に外野フィールドの内側に施した柵と、その柵から本来のフェンスの間の空間のこと。
和製英語（=日本独自の通称）であり、英語に相当する単語はない。
本項ではこの逆の目的で設置された後楽園球場のアンラッキーネットについても記述する。

## 定義
本来の外野の柵とは別に、外野フィールドが広すぎる、本塁打をたくさん出るようにしたい等といった理由で意図的に本来のフィールドから狭めるためにフィールド内に新たに仮柵を設置した場合に、ラッキーゾーンと呼ばれる。そのため、通常の野球場を少年野球、あるいはソフトボールの試合などに使用する際にも同様の柵が設けられるが、これは一般にラッキーゾーンとは呼ばれない。ラッキーゾーン内には投球ブルペンが設置されることが多かった。
柵の外はプレイングフィールド外として扱われ、打者が打ったフェアの打球が地面に着くことなくラッキーゾーンに飛び込めば本塁打となる。外野フィールド内側の柵は本来仮柵であるために撤去しやすいように金網であることが多いが、藤井寺球場ではコンクリート製だった。
近年ではブルペンではなく観客席を設けた形式のものが各球場で設置されており、これらは同じ設置目的ではあるがラッキーゾーンと公称せず、それぞれオリジナルのシート名が付けられている。中でも福岡PayPayドームへ2015年に導入された「ホームランテラス」の知名度が高く、代名詞的存在になっておりテラス、テラス席と呼ばれ、他球場で同形式の改修が報道される際にも使われている。
甲子園球場に初めて設置された日付である(1947年)5月26日をラッキーゾーンの日とする事もあるが、日本記念日協会に認定された正式なものではない。

## ラッキーゾーンの歴史

### 甲子園球場のラッキーゾーン
日本におけるラッキーゾーンの第1号は阪神甲子園球場である。1936年の改修工事により開場当初の過大なフィールドからある程度縮小されていたが、両翼78mの後楽園球場との差は歴然であり、戦前の統計では1試合あたりの本塁打数は後楽園の1/10以下だった。
1946年にリーグ戦が再開され、柵越え本塁打が注目されるようになってから球場での本塁打率が悪かった事を危惧した管理者の阪神電気鉄道が、1947年の5月26日に外野の両翼から左右中間付近にいたる付近に金網を設けて本塁打を出やすくしようと試みた。両翼は340フィート(103.6m)から280フィート(85.4m)に短縮。設置当初ラッキーゾーンの柵には「LUCKY ZONE」と書かれたパネルが貼り付けられていた。効果は絶大であり、1947年シーズンは設置までの36試合で1本も柵越え本塁打が出ていなかったが、設置以降は閉幕までの77試合で60本を記録した。甲子園球場の設置以降、鳴海球場、阪急西宮球場、明治神宮野球場、西京極球場、倉吉市営野球場、平和台野球場にそれぞれ設置された。
用語としての普及は早く、設置から3年後に発行された『少年朝日年鑑 1950年版』の中で野球用語を紹介した記事では既に「ラッキー・ゾーン」として掲載されている。
1976年より座席を含む大規模なグラウンド改装が行われ、ラッキーゾーンを含まないフェアグラウンドが現在のサイズとなる。それに伴いラッキーゾーンを改装し、左右中間を狭める形で拡張し左右中間106mになった。ブレイザー監督時代の1979年頃に一度撤去案が議論され、浜風の影響が少ないレフト側だけ外し左右非対称にする案もあったが高校野球との兼ね合いで実現しなかったという。

#### 甲子園球場の変貌
| 年度   | 両翼   | 中堅   | 左右中間 | 備考   |
| ------ | ------ | ------ | -------- | ------ |
| 1924年 | 111.6m | 118.9m | 約128m   |        |
| 1934年 | 94.8m  | 128.0m | 137.0m   |        |
| 1936年 | 103.6m | 118.9m | 118.9m   |        |
| 1947年 | 85.4m  | 118.9m | 108.5m   | 設置   |
| 1959年 | 91.4m  | 118.9m | 108.5m   |        |
| 1962年 | 91.0m  | 118.0m | 108.5m   |        |
| 1976年 | 91.0m  | 118.0m | 106.0m   |        |
| 1988年 | 91.0m  | 118.0m | 108.5ｍ  |        |
| 1991年 | 91.0m  | 118.0m | 113.2m   | 最終年 |
| 1992年 | 95.0m  | 118.0m | 118.0m   | 撤去   |

### ラッキーゾーンの撤去
夏季五輪実施競技に野球が加えられた1980年代以後になると東京ドームをはじめ各地に国際規格を満たす球場が建設され、西京極球場では先駆けて1988年に撤去。更には高校野球でも金属バット導入による本塁打増加を理由に高野連が阪神電鉄に撤去を提案するなどしたため、議論の末に甲子園球場でも1991年撤去を発表。同シーズン終了後の12月5日に撤去された。同時期には阪急西宮スタジアムでも撤去された。規格の他にも1977年に川崎球場で発生した佐野仙好のフェンス衝突事故以降、外野フェンスをラバーで保護する事が義務化されたが、ラッキーゾーンは仮柵という都合上貼らないまま放置され安全性でも劣るなど問題があった。
現在、甲子園の仮柵フェンスは甲子園に距離的に最も近い高校と言われている兵庫県立西宮今津高等学校の中庭に記念碑として立っているほか、阪神甲子園球場内の甲子園歴史館にもフェンスの一部がラッキーゾーン設置時の両翼だった91mのプレートをつけた状態のままで展示されている。撤去により1992年には一時的にタイガースの成績は上向いたが、撤去の弊害は大きく2024年に至るまで本塁打王が生まれていない。現在でも契約更改時に火種になっており、復活案が度々囁かれている。
その後は西宮球場も1992年に撤去。藤井寺球場は撤去の難しいコンクリート製だった事もあってか存続したが、2004年に球場自体が閉場した。2024年現在、かつての一般的なラッキーゾーンはゾーン内にナイター設備（照明灯の支柱）があるため撤去が困難とされる倉吉市営野球場でのみ常設している。なお、日本女子プロ野球機構では2012年からわかさスタジアム京都での開催に限り、両翼90mの箇所にラッキーゾーン（仮設ネット）を設置していた。

### 2010年代のラッキーゾーンに相当する外野スタンド新設

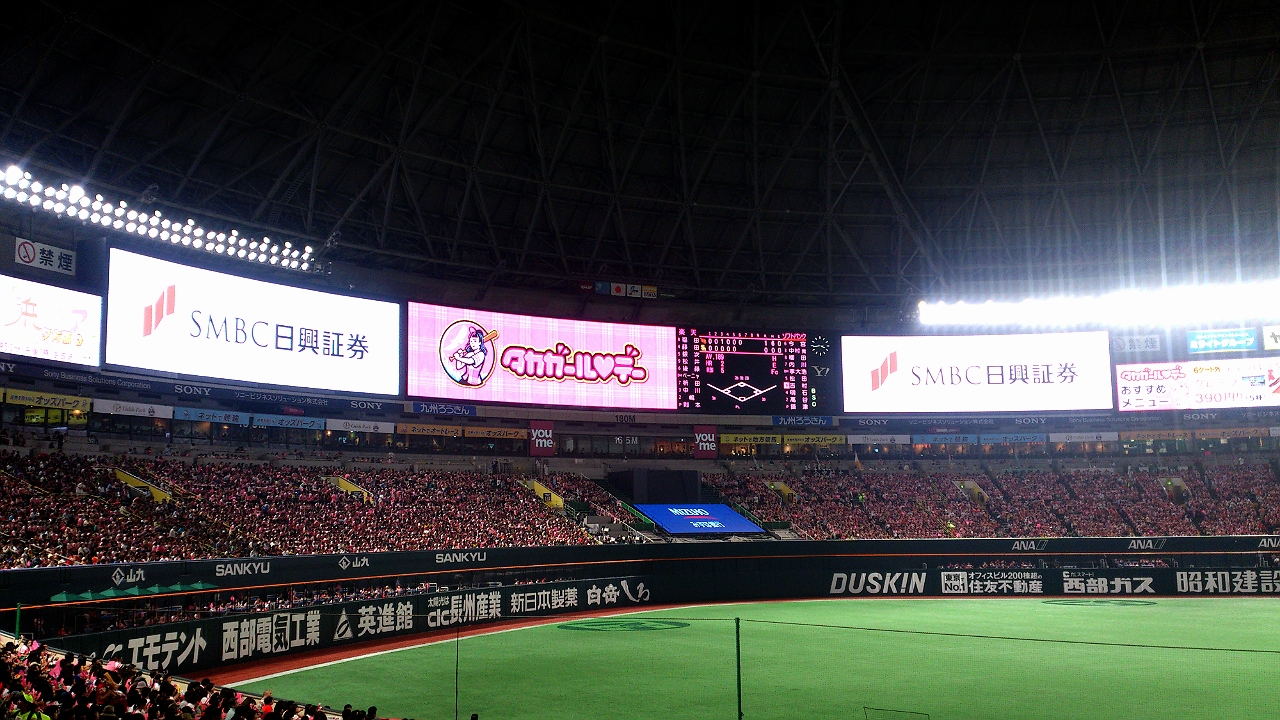
福岡ドームのホームランテラス(2015年)

2013年、日本製紙クリネックススタジアム宮城に本塁打を増やすため「Eウィング」という外野スタンドがフィールド内に増築された。球団では増設した座席について「ラッキーゾーンのような」という説明がされており、正式にラッキーゾーンと呼ばれているわけではない。従来のスタンドの前に特別席を常設するという国内では今までにない形式となっている。このEウィングにより、12球団本拠地最長だった101.5mの両翼が100.1mとなり、左右中間が1mほど縮まる形となった。2.8m - 4.1mあったフェンスも2.5mに統一された。座席数は90席で、総工費4億円。
2015年には福岡PayPayドームに「ホームランテラス」という外野スタンドがフィールド内に新設された。ホームランテラスによりフェアゾーンの面積は東京ドームとほぼ同じとなり、左右中間が最大で6m縮まった。12球団本拠地で1番の高さを誇っていた5.84mの外野フェンスも東京ドームと同等の4.20mまで引き下げられた。また、センター付近やポール際などスタンドを設置できない部分には従来のフェンスにホームランテラスから連なる形で金網を貼り付け、同じく4.20mの高さにあるオレンジのラインを越えた部分に当たれば本塁打とする措置を取っている。球団からの発表にはラッキーゾーンという言及は無いが、改修に関する多くの報道ではラッキーゾーンと呼んでいた。命名後はホームランテラスの名称を使用するのがほとんどである。座席の命名権はANAと山九が取得。座席数は約340席、総工費3億円。常設ではなく撤去が可能で、撤去と設置をそれぞれ24時間で行える。
2019年には千葉ロッテマリーンズ本拠地であるZOZOマリンスタジアムに「ホームランラグーン」という名称の観客席が新設された。座席数は302席。これにより既存フェンスより最大で4m前にせり出すことになり、本塁打の増産が期待される。同球場では同時に、外野席フェンスの高さを低くし（2.3mから約1.1m）、ファウルゾーンに「ダグアウトボックス」「サブマリン・シート」というグラウンドレベルの観客席を増設するなどの改修が行われた。パークファクターの推移からは本塁打の増加など打者有利の球場に変化しつつあるといえる。総工費はファウルゾーンに2箇所設置されたシートも含めて約4億円。

### ラッキーゾーン新設の賛否
2018年、チーム本塁打数がリーグ最低だった阪神タイガースは甲子園球場にラッキーゾーンを復活させる構想を計画し話題になったが、岡田彰布は「ラッキーゾーンをつくるより本当の強打者を作ることが先だ」「阪神の現状の打線力をそのままあてはめれば、相手球団の打線の恩恵になることの方が予測される」と反対の意向を示した。また電鉄本社内でも反対意見が多く、2025年現在も設置はされていない。一方で2018年まで阪神を率いた金本知憲は「ホームランがあった方が野球が面白いし、野手も育ちやすい」として賛成の意見を述べた。2024年には新基準バットが導入された選抜高校野球で本塁打が激減した事を受け、掛布雅之も復活案を語った。同年シーズンオフには佐藤輝明が「自費でも」と設置を直訴したが、球団側は却下した。
同じくセ・リーグで本塁打数に悩む中日ドラゴンズ（バンテリンドームナゴヤ）でも「ホームランテラス待望論」が出ており検討されていたが、2021年9月、コロナ禍で新たに投資は難しいとして導入はいったん見送られた。ナゴヤドームへの設置に関しては里崎智也も「打者の質の低下に合わせて本塁打のハードルを下げたら余計打者のレベルが下がる」「世界で戦える強打者が減ってくる」「球場を狭くするよりもどうやったら本塁打になるかをコーチが指導して選手が練習した方が良い」と反対意見を示した。落合博満も「相手チームの本塁打数も増えリスクの方が大きい」として反対の意見を述べた。しかしながら2022年に立浪和義監督が導入を熱望したり、2023年には中日でコーチを務めた門倉健が「投手陣のアドバンテージがなくなるという意見もあるが、打線が点を取ってくれるという安心感が増せば大胆なピッチングができる」と投手目線で賛成の立場を取るなど賛否が分かれた。こうした議論を経て、2025年2月には翌26年より『ホームランウイング』を設置し、本塁から左右中間フェンスまでの距離を従来の116mから110mに短縮されることが発表された。

## ラッキーゾーンの現存する球場
- 倉吉市営野球場
- 宮城球場 - 2013年設置。フェンス[45]・席種の名称は「Eウィング」
- 福岡ドーム - 2015年設置。席種名は「ホームランテラス」
- 千葉マリンスタジアム - 2019年設置。席種名は「ホームランラグーン」

## かつてラッキーゾーンが設置されていた球場

### 現存する球場
- 阪神甲子園球場 - 1947年設置、1949年から常設となる。1976年に改装。1991年12月5日に撤去。
- 明治神宮野球場 - 1962年設置、1965年常設化。1967年撤去。
- 西京極球場 - 1988年撤去。2012年より女子プロ野球実施時に設置していたが、2019年にリーグの活動休止により事実上の撤去。

### すでに閉鎖された球場
- 鳴海球場 - 1950年設置[46]。両翼は106mから91.4 m、中堅は132mから123.5mと短縮の幅では最大。1958年球場そのものが閉鎖。
- 藤井寺球場 - 1953年設置、両翼は97.6mから92mへ短縮。球場は2004年に閉鎖され、すでに解体されている。
- 阪急西宮球場 - 1960年設置、両翼は101mから91.4mに短縮。1991年-92年頃撤去。球場は2002年に閉鎖され、すでに解体されている。
- 平和台野球場 - 1966 - 1967年ごろ設置[47][10]。撤去時期不明。1997年閉鎖し解体。

## アンラッキーネット
後楽園球場では、1949年より1957年まで外野ポール付近に「アンラッキーネット」を設置していた。
これはフェンウェイ・パークのグリーン・モンスターなどと同様に、当時両翼が78mしか無かった後楽園球場の狭さをカバーして本塁打を出にくくする意味で設置され、ラッキーゾーンとは逆の設置目的のものである。MLB関係者の助言で設計された狭いグラウンドは当時広大な面積だった甲子園球場や西宮球場と比較して遥かに本塁打が出やすく野球人気に大いに貢献するも、打者技術の向上と共に狭小となった。
そして1949年にサンフランシスコ・シールズ（MLB傘下3A）のエキシビションマッチでの来日を機に両翼から左右中間にかけてネットを張り、本塁打を防ぐ措置を取った。このアンラッキーネットは1957年のシーズンオフにフィールドを両翼90mに拡張し、フェンスそのものを高くする改装工事に伴い、翌1958年の長嶋茂雄入団時までに撤去されている。
1980年代後半には外野席のラバーフェンスの上に金網が設置されフェンスの高さは大幅に引き上げられたが、アンラッキーネットと異なりこちらの金網は観客の乱入防止が目的であり、打球が地面に付くことなく金網部に当たれば本塁打と認定されていた。

## メジャーリーグの球場

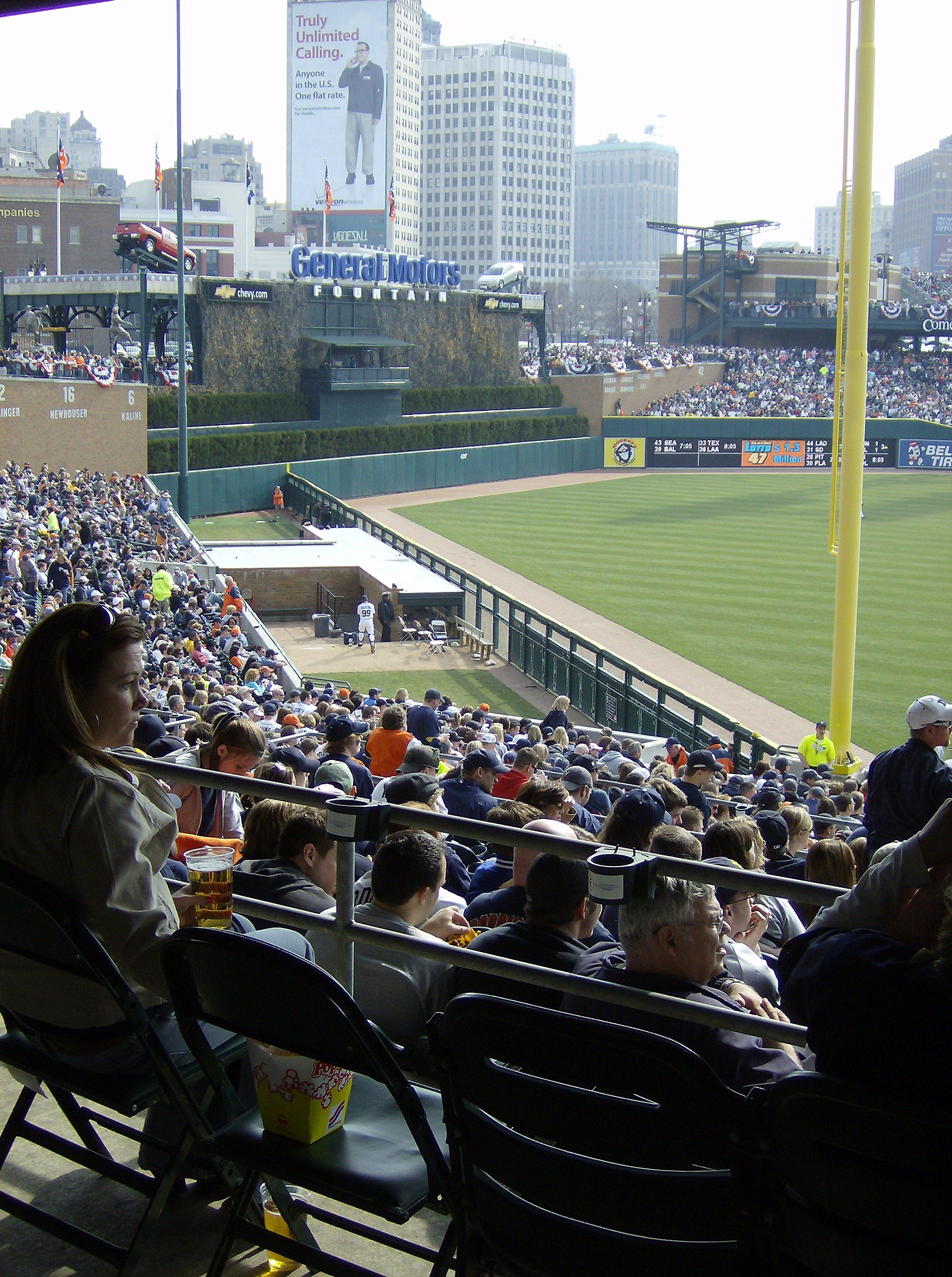
外野フェンスとスタンドの間に設置されたコメリカ・パークのブルペン（2008年）

過去のメジャーリーグベースボールの野球場においては、変形かつ広大な外野フィールドを持つ球場が大半であったために、ラッキーゾーンに相当するフェンスの位置変更は頻繁に行われていた。いくつかの例を挙げるならば、旧ヤンキースタジアムの過大なサイズだった左中間は改修のたびに縮小され、その場所にブルペンや記念館が建築されており、一方で伝統的に浅い右中間を差し「ショート・ポーチ(Short Porch)」と呼んでいた。クリーブランド・スタジアムでは開場から閉鎖までの60年間にセンターまでの距離が20m以上も短縮された。
また、ドジャースがロサンゼルスに移転した当初に使用したロサンゼルス・メモリアル・コロシアムは本来陸上競技場だったので、フィールドがレフト側に極端に狭く、ライト側は逆に極端に広すぎた。そのため野球開催時にはライトに仮設フェンスを設置していた。本塁から左翼ポールまで約76.2mの長さしか取れなかったため、あらゆる本塁打記録が更新される危惧により批判の的となった結果、巨大なネットを張る措置が取られ、レフト側フェンスは高さが40～42フィート（約12.2～12.8m）もあった。
日本のラッキーゾーンに近い改修としては、フォーブス・フィールドで1947年に左翼スコアボード下にブルペンを新設した事でフェンスが30フィート(9.11m)前にせり出した。これは腰痛などを理由に引退を検討していたハンク・グリーンバーグの引き止める目的で右打者有利にする意図があり、実際にグリーンバーグはこのブルペンに多数の本塁打を放った事から「グリーンバーグ・ガーデン (Greenberg Garden) 」の愛称で呼ばれた。同様にコメリカ・パークも2005年に右翼フェンス後方に存在したブルペンを観客席に変更し、左翼フェンスの前に移設する形で新たにブルペンを設ける改修を行った。新設されたブルペンにより左中間が最大で25フィート(7.62m)短縮された。
その他、簡易的な改修としてフェンスに線を引くという方法も存在する。シティ・フィールドやエンゼルスタジアムなどでは黄色のラインを引き、このラインより上に当たれば本塁打とする措置を取っている。これによりシティ・フィールドは右翼から中堅にかけてのフェンスが4.9mから2.4mに、エンゼルスタジアムは右翼フェンスが5.5mから2.4mへ大幅に引き下げられた。これらはホームランライン(Home run line)と呼ばれている。

## KBOリーグの球場
大韓民国の韓国プロ野球では大邱市民運動場野球場が1990年代後半から2006年にかけて左右中間に短縮を目的としたフェンスを設置し、約3m短縮されていた。日本で一般的なラッキーゾーンと異なり仮柵ではなくフェンスと金網で構成された物であり、内部にはブルペンも観客席も無い。センターが117ｍ、両翼95mと元々小さい上にラッキーゾーンで左右中間も削っていたため、当時のKBOでも特に本塁打の出やすい球場として有名だった。2006年のシーズンオフにはラッキーゾーンを撤去し、さらにフェンスを全体的に3m後退させる工事を行い、両翼98m・センター120ｍに拡張された。
水原総合運動場野球場では現代ユニコーンズの本拠地時代(2000 - 2007年)に5mほど前にせり出した仮設フェンスを使用していた。2008年の球団解散後もしばらく残されていたが、2014年に新規参入球団のKTウィズの本拠地にするにあたり、観客席増設などの大規模改修に伴い撤去された。
最も有名な例は蚕室総合運動場野球場でLGツインズが主管試合を開催する場合に限り、センター125mという球場の広さから本塁打が出にくいとして、センターを中心に左右中間を4mほど狭めた脱着ネット式のラッキーゾーンを2009年と2010年に設置していた。正式名称はLGエレクトロニクスのテレビブランドの名を冠した「XCANVAS ZONE」、通称はX-Zone(X존)。韓国ではラッキーゾーン全般を指す代名詞になっている。ゾーン内には日本と同様にブルペンが設置されていた。しかし相手チームの本塁打が増えるばかりでチームの成績向上の成果が上がらなかった事を理由に2011年よりラッキーゾーンは設置しなくなり、また同じ球場をホームとして使っている斗山ベアーズはラッキーゾーンを元から設置していない。
文鶴野球場は外野フェンスに投球ブルペンが設置されているが、これは2002年の開場当初から存在し本塁打増加ではなくファンサービスを目的したものでラッキーゾーンとは異なる。社稷野球場では反対に4.8mのフェンスを6mに引き上げるアンラッキーネットに相当する改修をしたが、3年で元の高さに戻している。